# Delias splendida
Delias splendida é uma borboleta da família Pieridae. Foi descrita por Walter Rothschild em 1894. É endémica de Timor.
A envergadura é de cerca de 83 milímetros.